# Habenaria tortilis
Habenaria tortilis är en orkidéart som beskrevs av Phillip James Cribb. Habenaria tortilis ingår i släktet Habenaria och familjen orkidéer. Inga underarter finns listade i Catalogue of Life.